# Antártica
Antártica, ook bekend als het Chileens Antarctisch Territorium, is een territoriale claim van Chili op een gedeelte van Antarctica, het Antarctisch Schiereiland. Het gebied ligt tussen 53° WL en 90° WL en overlapt de Argentijnse en de Britse claim.
Antártica werd gecreëerd op 11 juli 1961 als gemeente binnen de Chileense provincie Antártica Chilena in de regio Magallanes y la Antártica Chilena.
Villa Las Estrellas is het enige dorp van het gebied. Daarnaast zijn er nog een aantal onderzoekstations.

## Ligging, status en infrastructuur
Het territorium ligt tussen de 53° en 90° westerlengte. Het gebied tussen 20° en 80° WL wordt ook door het Verenigd Koninkrijk geclaimd, dat tussen 25° en 74° WL ook door Argentinië. De kern van het Chileense deel, met name het Antarctisch Schiereiland dat rond 1000 km ten zuiden van het Chileense Kaap Hoorn ligt, hoort daarmee gelijktijdig ook tot het Britse en tot het Argentijnse territorium.
Chili baseert zijn aanspraken op de historische continuïteit van Spaanse aanspraken, die terug te voeren zijn op het Verdrag van Tordesillas (1494), op zijn positie als buurland van de Zuidpool, op de door Chili gecreëerde overheids- en infrastructurele inrichtingen in het gebied en op het wetenschappelijk argument dat het schiereiland de geologische voortzetting van de Andes is.
Met het Decreto Supremo No. 1747 van 6 november 1940 heeft Chili zijn aanspraken op de sector duidelijk gemaakt. Met het van kracht worden van het Antarcticaverdrag op 23 juni 1961 werd de realisering van de aanspraken opgeschort. Op 11 juli 1961 werd het district La Antártica, Departamento de Magallanes uitgeroepen.
Het territorium valt bestuurlijk onder Regio XII, gezeteld in Punta Arenas. Chili heeft in het Antarctisch gebied enkele vuurtorens en postkantoren van het postdistrict Punta Arenas in bedrijf. De Chileense luchtmacht heeft een basis op het uiterste noorden van het schiereiland; op Isla Rey Jorge (King George eiland) is een klein vliegveld aanwezig, het Presidente Eduardo Frei Montalva Station.

### Kommune Antártica

Wappen der Kommunengemeinschaft Cabo de Hornos y Antártica

De op 11 juli 1961 opgerichte "Kommune Antártica" wordt bestuurd vanuit de gemeente 'Cabo de Hornos' met als bestuurlijk centrum Puerto Williams. De beide plaatsen worden samen Cabo de Hornos y Antártica genoemd.
De Kommune Antártica is opgedeeld in twee districten, Piloto Pardo en Tierra O’Higgins. Officiële hoofdplaats is Puerto Covadonga (de civiele naam van de luchtmachtbasis 'Base General Bernardo O’Higgins') op de noordpunt van het schiereiland; de enige noemenswaardige vestiging is echter Villa Las Estrellas op Isla Rey Jorge (King George eiand) met 80 permanent daar wonende Chilenen en voorzieningen als een school, ziekenhuis en winkels.

## Chileense bases, vestigingen en schuilhutten
Van noord naar zuid:
King George Island

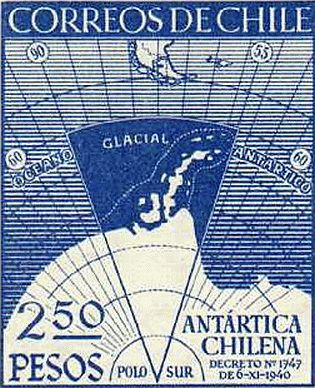
Chilenische Briefmarke: von Chile beanspruchtes Antarktisgebiet lt. Dekret No. 1747 vom 6. November 1940

- Base Presidente Eduardo Frei Montalva (1969 geopend; permanent bezet)
- Base Profesor Julio Escudero (1995 geopend; permanent bezet)
- Refugio Collins (2006)

Ardley Island
- Refugio Julio Ripamonti (1982; alleen in de zomer)

Robert Island
- Refugio Luis Risopatrón (1949; alleen in de zomer)

Greenwich Island
- Arturo-Prat-Station (1947; permanent bezet)

Livingston-Insel
- Base Doctor Guillermo Mann Fischer (1991; alleen in de zomer)

Deception Island
- Base Presidente Pedro Aguirre Cerda (1955; in 1967 vernield bij vulkaanuitbarsting en opgegeven)
- Refugio Cabo Héctor Gutiérrez Vargas (1956; in 1967 na vulkaanuitbarsting opgegeven)
- Refugio Caleta Telefon (1958; in 1967 na vulkaanuitbarsting opgegeven)

Trinity-Halbinsel
- Base General Bernardo O’Higgins (1948; permanent bezet)

Duse Bay
- Refugio General Jorge Boonen Rivera (in 1996 van Groot-Brittannië overgenomen; alleen in de zomer bezet)

Paradise Harbor
- González-Videla-Antarctisch-Station (1951; alleen in de zomer)

Doumer-eiland
- Base Yelcho (1962; alleen in de zomer)

Adelaide-eiland
- Base Teniente Luis Carvajal Villarroel (in 1984 van Groot-Brittannië overgenomen; alleen in de zomer bezet)

Union-gletsjer
- Base Glaciar Unión (2014 geopend; alleen in de zomer bezet)

Norte Grande · Norte Chico · Zona Central · Zona Sur · Extremo Sur
Chileens-Antarctica · Insulair Chili
Antártica · Argentijns Antarctica · Australisch Antarctisch Territorium · Brits Antarctisch Territorium · Koningin Maudland · Adélieland · Peter I-eiland · Ross Dependency
- Library of Congress Control Number: n90685483
- Nationale Bibliotheek van Israël: 987007567400305171
- Virtual International Authority File: 156069897